# One Love Manchester
One Love Manchester was een benefietconcert van de Amerikaanse zangeres Ariana Grande voor de slachtoffers en nabestaanden van de aanslag in Manchester op 22 mei 2017. Het evenement vond op 4 juni 2017 in het stadion Old Trafford Cricket Ground in Manchester plaats en werd door ongeveer 50.000 mensen bezocht. Andere artiesten die optraden waren onder anderen Justin Bieber, The Black Eyed Peas, Coldplay, Miley Cyrus, Niall Horan, Little Mix, Katy Perry, Take That, Pharrell Williams en Robbie Williams.
De opbrengst van het concert werd in het noodfonds We Love Manchester Emergency Fund gestort, dat na de aanslag in de Manchester Arena door de stad Manchester en het Britse Rode Kruis opgericht werd. De show werd in minstens 38 landen, waaronder het Verenigd Koninkrijk, Nederland en België, uitgezonden.

## Achtergrond
Op 22 mei 2017 werd in de Manchester Arena na een concert van Ariana Grande een zelfmoordaanslag gepleegd. De dader was de 22-jarige Salman Abedi, die na het evenement een explosief tot ontploffing bracht. 23 mensen (inclusief de dader) kwamen om het leven en 116 raakten gewond.
Enkele uren na het concert plaatste Grande een bericht op Twitter en Facebook: "Gebroken. Uit de grond van mijn hart, het spijt me zo, zo erg. Ik heb er geen woorden voor." Ze legde haar tournee stil en vloog naar haar familie in Florida. Later maakte ze bekend dat ze een benefietconcert wil geven in Manchester om geld op te halen voor de slachtoffers en nabestaanden van de aanslag bij haar concert, daarbij traden meerdere artiesten op. 

## Optredens
| Artiest(en)                       | Liedje(s)                                                              |
| --------------------------------- | ---------------------------------------------------------------------- |
| Marcus Mumford van Mumford & Sons | "Timshel"                                                              |
| Take That                         | "Shine" "Giants" "Rule the World"                                      |
| Robbie Williams                   | "Strong" Angels"                                                       |
| Pharrell Williams                 | "Get Lucky" (met Marcus Mumford) "Happy" (met Miley Cyrus)             |
| Miley Cyrus                       | "Inspired"                                                             |
| Niall Horan                       | "Slow Hands" This Town"                                                |
| Ariana Grande                     | "Be Alright" "Break Free"                                              |
| Stevie Wonder                     | "Love's in Need of Love Today" (video)                                 |
| Little Mix                        | "Wings"                                                                |
| Victoria Monét                    | "Better Days" (met Ariana Grande)                                      |
| The Black Eyed Peas               | "Where Is the Love?" (met Ariana Grande i.p.v. Fergie)                 |
| Imogen Heap                       | "Hide and Seek"                                                        |
| Parrs Wood High School Choir      | "My Everything" (met Ariana Grande)                                    |
| Ariana Grande                     | "The Way" (met Mac Miller)                                             |
| Mac Miller                        | "Dang!" (met Ariana Grande)                                            |
| Miley Cyrus                       | "Don't Dream It's Over" (met Ariana Grande)                            |
| Ariana Grande                     | "Side to Side"                                                         |
| Katy Perry                        | "Part of Me" (akoestisch) "Roar"                                       |
| Justin Bieber                     | "Love Yourself" (akoestisch) "Cold Water" (akoestisch)                 |
| Ariana Grande                     | "Love Me Harder"                                                       |
| Chris Martin                      | "Don't Look Back in Anger" (met Ariana Grande)                         |
| Coldplay                          | "Sit Down"/"Fix You" Viva la Vida" Something Just Like This"           |
| Liam Gallagher                    | "Rock 'n' Roll Star" "Wall of Glass" "Live Forever" (met Chris Martin) |
| Ariana Grande                     | "One Last Time" Somewhere Over the Rainbow"                            |

### Opmerkingen
1. ↑  Het refrein van "Strong" veranderde Robbie Williams in Manchester we're strong, we're strong, we're strong, we're still singing our songs, our songs, our songs ("Manchester, we zijn sterk, we zijn sterk, we zijn sterk, we zingen nog steeds onze liedjes, onze liedjes, onze liedjes.") en liet het publiek na het optreden van "Angels" nog een keer het gewijzigde refrein zingen.

## Ontwikkelingen
De tickets voor het evenement gingen op 1 juni 2017 voor 40 pond (ongeveer 45 euro) in de verkoop. De kaarten waren binnen enkele minuten uitverkocht. Op platformen zoals eBay werden de tickets voor duidelijk hogere prijzen aangeboden. EBay maakte duidelijk dat het zulke aanbiedingen meteen zou verwijderen.
Alle bezoekers van het concert op 22 mei hadden tot 31 mei de mogelijkheid om zich voor een van de speciaal voor hen gereserveerde tickets te registreren, zodat ze gratis toegang tot het benefietconcert krijgen. Er kwamen echter ongeveer 10.000 extra registraties binnen van personen die niet op het eerdere concert waren.
In reactie op de aanslag in Londen, die een dag voor de show plaatsvond, zette de politie van Greater Manchester extra beveiliging bij het benefietconcert in. Alle bezoekers werden gecontroleerd.

## Uitzendingen
Uitgezonden werd het evenement in minstens 38 verschillende landen, waaronder het Verenigd Koninkrijk, Nederland, België, China, de Verenigde Staten, Brazilië, Frankrijk, Nieuw-Zeeland, Canada en Australië. Bovendien waren er op verschillende internetplatformen zoals YouTube, Facebook en Twitter livestreams beschikbaar.
In het Verenigd Koninkrijk werd het concert op BBC One, BBC Radio en op de radiozender Capital uitgezonden. De televisie-uitzending werd door Sara Cox en Ore Oduba gepresenteerd, terwijl Nick Grimshaw en Anita Rani backstage verslag uitbrachten. Bij de radio-uitzending waren Scott Mills, Jo Whiley, Phil Williams en Becky Want te horen.
In Nederland zonden NPO 3 en NPO 3FM het concert live uit. Angelique Houtveen en Michiel Veenstra reisden naar Manchester om ter plekke verslag te doen, voor respectievelijk radio en tv. De NPO kreeg veel kritiek op haar uitzending van het concert: de geluidskwaliteit zou slechter zijn dan bij de BBC en de concertonderbrekende verslaggeving van Michiel Veenstra werd door kijkers irritant en onnodig gevonden.
In België heeft Eén het concert uitgezonden, echter niet rechtstreeks maar later op de avond. Op het derde kanaal van RTBF.be, La Trois, werd het concert wel live uitgezonden.